# Jen Kish
Jennifer "Jen" Kish (7 de julho de 1988) é uma ruguebolista de sevens canadense, medalhista olímpica.

## Carreira
Jen Kish integrou o elenco da Seleção Canadense Feminina de Rugby Sevens medalha de bronze na Rio 2016.